# 8871 Svanberg
8871 Svanberg este un asteroid din centura principală de asteroizi.

## Descriere
8871 Svanberg este un asteroid din centura principală de asteroizi. A fost descoperit pe 1 martie 1992 la Observatorul La Silla în cadrul programului UESAC. Asteroidul prezintă o orbită caracterizată de o semiaxă mare de 3,05 ua, o excentricitate de 0,03 și o înclinație de 12,4° în raport cu ecliptica.